# Csaba Fenyvesi
Csaba Fenyvesi (ur. 14 kwietnia 1943 w Budapeszcie, zm. 3 listopada 2015 tamże) – węgierski szpadzista i florecista, trzykrotny mistrz olimpijski i wielokrotny medalista mistrzostw świata.
Na igrzyskach olimpijskich w Meksyku w 1968 zajął indywidualnie dziewiąte miejsce w szpadzie (ex aequo z kilkoma zawodnikami), a w drużynie wspólnie z Zoltánem Nemere, Győző Kulcsárem, Pálem Nagym i Pálem Schmittem zdobył złoto. Cztery lata później, na igrzyskach olimpijskich w Monachium, wywalczył indywidualnie złoty medal w szpadzie. W rundzie finałowej wygrał cztery z pięciu walk, wyprzedzając Francuza Jacques’a Ladègaillerie’a i Győző Kulcsára. W turnieju drużynowym Węgrzy w składzie: Sándor Erdős, Csaba Fenyvesi, Győző Kulcsár, Pál Schmitt i István Osztrics także zdobyli złoty medal. Był tam ponadto czwarty we florecie drużynowym. Brał też udział w igrzyskach olimpijskich w Montrealu w 1976 roku, zajmując czwarte miejsce w szpadzie drużynowej, siódme w szpadzie indywidualnej oraz siódme we florecie drużynowym.
Wielokrotny medalista mistrzostw świata, wyłącznie w szpadzie. W zawodach drużynowych zdobywał: złote medale na mistrzostwach świata w Ankarze (1970), mistrzostwach świata w Wiedniu (1971) i mistrzostwach świata w Hamburgu (1978), srebrne na mistrzostwach świata w Hawanie (1969) i mistrzostwach świata w Göteborgu (1973) oraz brązowe podczas mistrzostw świata w Montrealu (1967) i mistrzostw świata w Budapeszcie (1975). Ponadto zdobył brąz w turnieju indywidualnym na MŚ 1970, plasując się za dwoma reprezentantami ZSRR: Aleksiejem Nikanczikowem i Siergiejem Paramonowem.